# 文学賞殺人事件 大いなる助走
『文学賞殺人事件 大いなる助走』（ぶんがくしょうさつじんじけん おおいなるじょそう）は、1989年1月28日に公開された日本映画である。筒井康隆の小説『大いなる助走』を原作とする。製作はアジャックス、配給は東映クラシックフィルム。

## あらすじ
地方都市・焼畑市の大徳商事に勤める市谷京二は大学教授夫人の時岡玉枝の原稿を拾った事を端緒に玉枝が所属する小説の同人誌「焼畑文芸」に参加し、玉枝と恋仲になる。大徳商事の気に食わない上役など、企業の内幕を露骨に批判する「大企業の群像」という処女作を書く京二。
「大企業の群像」は名のある文学誌に転載され、文学賞「直本賞」の候補になった。しかし、所属する企業の内部を暴露したことで解雇され、親からも勘当される京二。居場所を失い上京した京二は何としても賞を獲得しようと、「直本賞」の受賞仕掛け人である多聞に退職金や貯金の全財産500万円を渡した。
「直本賞」の選考委員である６人の小説家たちの中で、籠絡できそうな５人を選ぶ多聞。男色家の雑上にオカマを掘られ、玉枝を説得して女好きな坂氏と関係をもたせ、海牛綿、明日滝、膳上には金を渡したが、文学界の実情を知り京二の性格は歪んでゆく。
「直本賞」の選考会が始まった。当初は「大企業の群像」を押す５人の作家たち。だが、金を受け取った膳上が、印刷中の最新作に京二の文章の一部を無意識に使った事に気がついた。自分の盗作を目立たせない為に、他の候補作を推しだす膳上。選考の流れが変わり、京二は落選した。
京二落選の知らせを受けて嫉妬心が満たされ、バンザイと叫ぶ「焼畑文芸」の同人たち。そんな中、女子高生の同人である徳永美保子が自殺した。同人で女たらしの大垣の甘言に乗って処女を捧げ妊娠した美保子は、相談も出来ないうちに大垣に捨てられたのだ。強制わいせつ罪で逮捕される大垣。
全財産を失い、玉枝も帰郷して、東京の安アパートに取り残される京二。選考委員たちが発表した無責任な選評に激怒した京二は、選考委員たちを殺す内容の「大いなる助走」という第二作を執筆し、文学誌に送った。編集部は小説にもなっていないと否定したが、実際に選考委員の全員をクレー射撃用の散弾銃で殺して回る京二。パトカーに追われた京二の車は警察のバリケードに突っ込み、京二は即死した。「大いなる助走」を売ればベストセラーだと必死に生原稿を探す編集部。しかし、原稿はシュレッダーにかけられ廃棄処分されていた。

## キャスト
- 市谷京二：佐藤浩市
- 大垣義郎：石橋蓮司
- 徳永美保子：甲斐えつ子
- 時岡玉枝：中島はるみ
- 保又一雄：蟹江敬三
- 山中道子：泉じゅん
- 鍋島智秀：水島涼太
- 土井正人：粟津號
- 善上線引：小松方正
- 鰊口冗太郎：南原宏治
- 雑上掛三次：梅津栄
- 坂氏疲労太：由利徹
- 明日滝毒作：汐路章
- 海牛綿大艦：天本英世
- 賀茂正樹：中丸新将
- 梅木茂：仲村知也
- 多聞伝伍：ポール牧
- 櫟沢美也：林美里
- 市谷英一郎：渥美国泰
- 市谷英之：ラサール石井
- 市谷百合子：松本典子
- 大垣愼：杉山とく子
- 保又加津江：宮下順子
- 鱶田平造：早川保
- 牛膝太郎：山城新伍
- 明美：藤山律子
- 小坂：胡桃沢耕史
- 萩原：団鬼六
- 眉子：八神康子
- 奈村係長：名引直寿
- 谷本刑事：誠直也
- ネットワーク女子：片桐はいり
- SF作家：筒井康隆

## スタッフ
- 監督：鈴木則文
- 原作：筒井康隆
- 脚本：鈴木則文、志村正浩、掛札昌裕
- 音楽協力：CBSソニー
- プロデュース：横山和幸
- 製作者：鈴木早苗
- 製作協力：東映東京撮影所、エスティー企画

## 挿入曲
ラヴェルの『亡き王女のためのパヴァーヌ』が劇中に何度か流れる。ラストはベートーヴェンの交響曲第9番第4楽章で締めくくられる。

## 備考
- 当時としては珍しいタイプの凝った妄想オチ、夢オチが使用された。
- 最初に発売されたDVDは即廃盤となり、永らくプレミア高額化が進み入手困難な状況が続いたが2018年5月に幻の映画復刻レーベルDIGからオリジナルプリントからテレシネしたNEWプリンターおよび新装特典付きで復刻された。